# 구글 학술 검색
구글 학술 검색(또는 구글 스칼라, 영어: Google Scholar)은 구글에서 제공하는 검색 서비스 중 하나. 주로 학술 용도로 검색을 대상으로 하고 있으며, 논문, 학술지, 간행물 등의 검색을 수행한다.
베타 출시는 2004년 11월. 사용자가 온라인 또는 도서관에서, 기사의 디지털 또는 물리적 사본을 검색 할 수 있다.

## 같이 보기
- RISS